# Isolamento multicamada

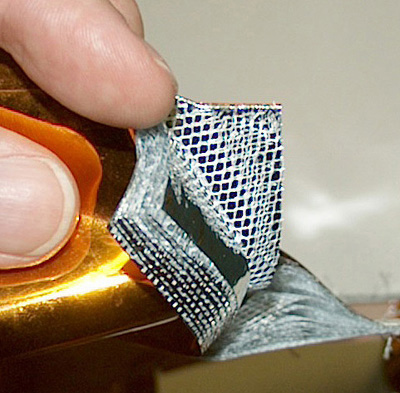
Closeup de um Isolamento de múltiplas camadas de um satélite. As camadas de plástico revestidas de metal e o scrim separador são visíveis.

Isolamento multicamada, ou MLI, é um isolante térmico composto de múltiplas camadas de folhas finas, e é frequentemente usado em  veículos espaciais. É um dos principais componentes do projeto térmico de um veículo espacial, destinado principalmente para reduzir a perda de calor por irradiação térmica. Em sua forma básica, ele não isola sensivelmente contra outras perdas de calor como condução térmica ou convecção. Por isso é comumente usado em satélites e em outras aplicações na presença de vácuo, onde a condução e a convecção são muito menos significantes e a radiação é predominante. O MLI da a muitos satélites, e outros dispositivos espacias, a aparência de estarem cobertos por folhas de ouro.

## Função edesign

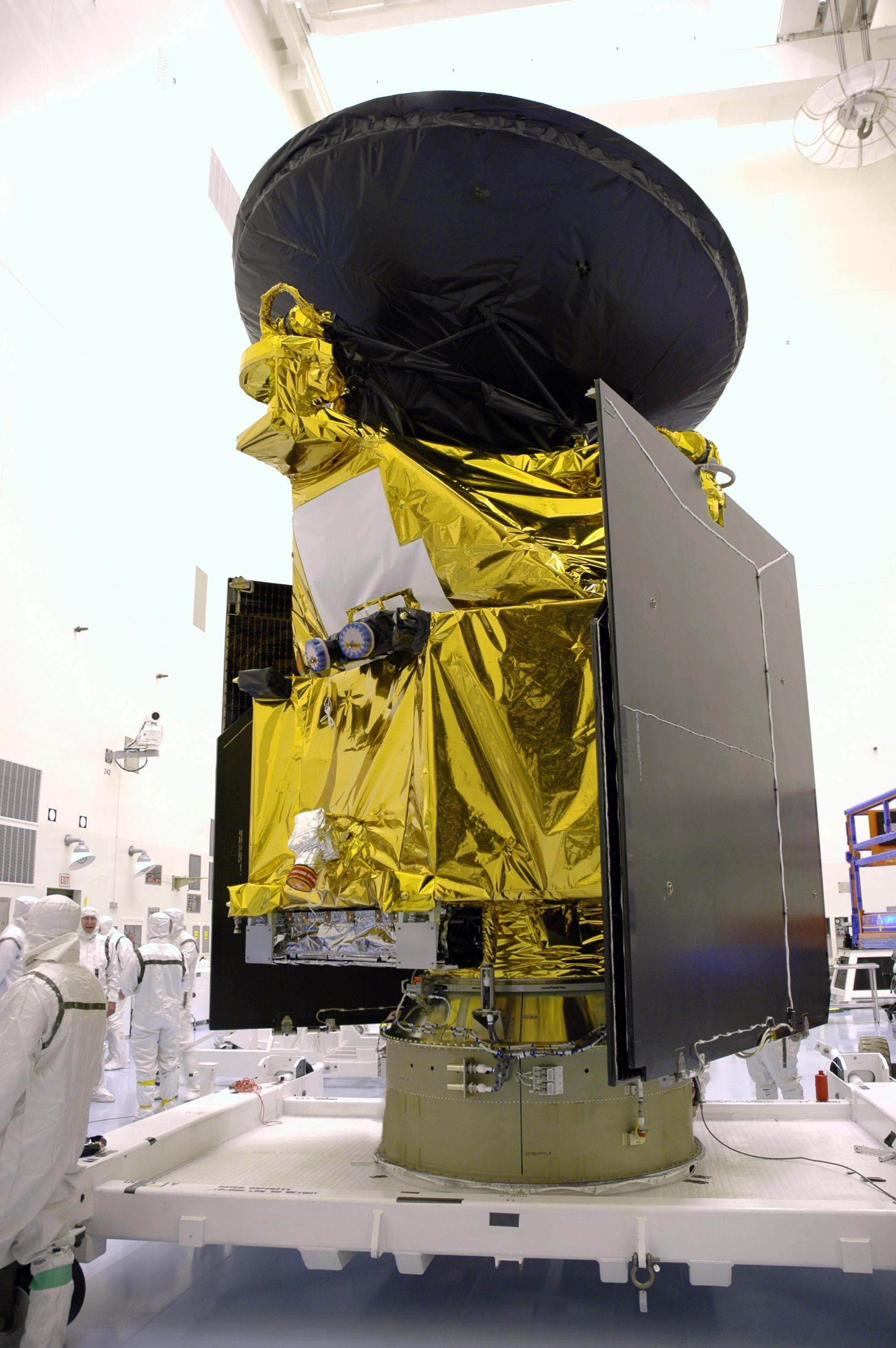
As áreas douradas são coberturas de MLI na Mars Reconnaissance Orbiter

O principio por trás do MLI é o equilíbrio da radiação. Para ver por que ele funciona, começamos com um exemplo - imagine 1 metro quadrado de uma superfície no espaço, a 300 K, com a emissividade de valor 1, não voltada para o sol ou qualquer outra fonte de calor. A partir de Lei de Stefan-Boltzmann, essa superfície vai irradiar 460 watts. Agora imagine que colocamos uma fina(mas opaca) camada a 1 cm de distância da placa, termicamente isolada, e também com emissividade de valor 1. A nova camada irá esfriar até que ela esteja irradiando 230 watts de cada lado, até o ponto de tudo estar equilibrado. A nova camada recebe 460 watts a partir da matriz original. 230 watts são irradiados de volta para a placa original, e 230 watts para o espaço. A superfície original ainda irradia 460 watts, mas recebe de volta 230 das novas camadas, para uma perda líquida de 230 watts. Assim, no geral, as perdas por radiação foram reduzidas pela metade, adicionando a camada extra.

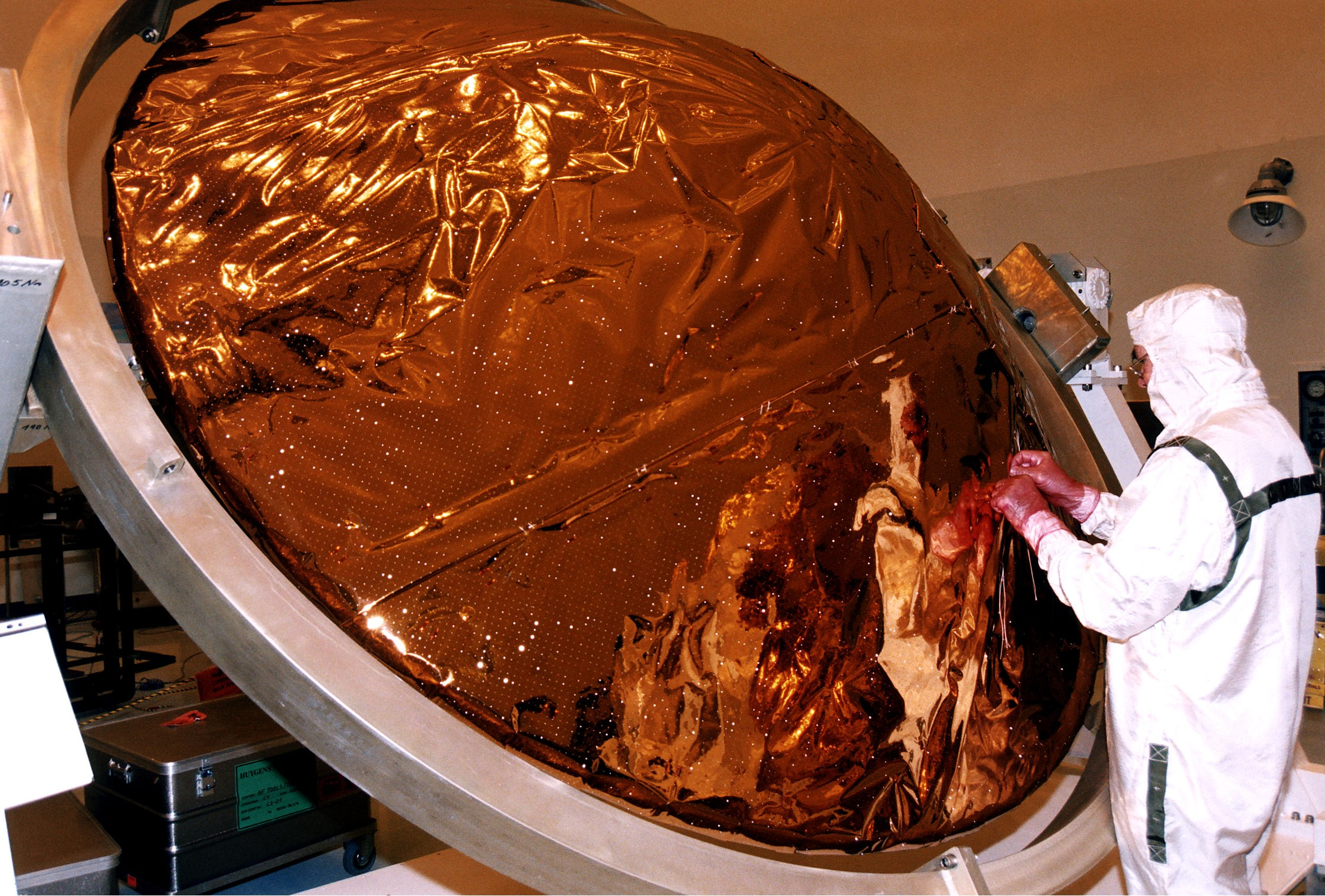
MLI cobrindo o escudo térmico do Huygens probe

Mais camadas podem ser adicionadas para reduzir ainda mais a perda. A cobertura pode ser melhorada pela adição de uma camada de grande reflexão a Irradiação térmica em sua superfície externa, que acaba por reduzir tanto absorção com emissão. A performance do conjunto de camadas pode ser quantificado em termos de seu Coeficiente de transferência térmica U, que define a taxa de fluxo de calor por radiação Q entre duas superfícies paralelas, com uma diferença de temperatura {\displaystyle \Delta T} e área A como:
{\displaystyle Q=UA\Delta T.}
Teoricamente, o coeficiente de transferência de calor entre duas camadas, com emissividade {\displaystyle \epsilon _{1}} e {\displaystyle \epsilon _{2}}, sobre efeito de vácuo, é:
{\displaystyle U=4\sigma T^{3}{\frac {1}{1/\epsilon _{1}+1/\epsilon _{2}-1}},}
Onde T é a média das temperaturas(em Kelvin) de duas camadas e {\displaystyle \sigma =5.7\times 10^{-8}} Wm-2K-4 é a  Constante de Stefan-Boltzmann. Se cada camada tiver a mesma emissividade {\displaystyle \epsilon } nos dois lados, então um conjunto de N camadas postas entre duas superfícies de alta emissividade, terá um coeficiente de transferência de calor global igual a:
{\displaystyle U=4\sigma T^{3}{\frac {1}{N(2/\epsilon -1)+1}}.}
Claramente, aumentar o número de camadas e/ou diminuir a emissividade, acaba por diminuir  o coeficiente de transferência de calor, o que é equivalente a um valor de isolamento superior. Nesta equação, assume-se que a diferença de temperatura é pequena em comparação com a temperatura absoluta. No espaço, onde a temperatura exterior aparente pode ser de 3 K (radiação cósmica de fundo), o valor exato U é diferente.
As distancias entre as camadas do MLI podem ser arbitrariamente pequenas, desde que elas não estejam em contato térmico. O espaço de separação só precisa ser minuto, o que é a função do tecido forte extremamente fina ou poliéster "véu de panela", como mostrado na foto. Para reduzir o peso e espessura do manto, as camadas internas são feitas muito finas, mas elas devem ser opacas à radiação térmica. Uma vez que eles não precisam de muita resistência estrutural, estas camadas internas são geralmente feitos de plástico muito fino, cerca de 6 micrómetros (1/4 mil) de espessura, como o Mylar ou  o Kapton, revestida numa das faces com uma fina camada de metal em ambas lados, geralmente prata ou aluminio Para compacidade, as camadas estão espaçadas tão próximas quanto possível, embora sem se tocarem, uma vez que deve haver pouca ou nenhuma condução térmica entre as camadas. Uma manta de isolamento típico tem 40 ou mais camadas. As camadas podem ser gravados em relevo ou plissado, de modo que toquem apenas em alguns pontos, ou mantidas separadas por uma fina malha de tecido ou scrim, o que pode ser visto na figura acima. As camadas externas devem ser mais fortes, e muitas vezes são de plástico mais espesso e mais forte, reforçado com um material têxtil forte, como fibra de vidro.
Quando usada em satélites, o MLI estará cheio de ar no momento do lançamento. Á medida que o foguete sobe este ar deve ser capaz de escapar sem danificar a cobertura. Isto pode requerer orifícios ou perfurações nas camadas, mesmo que isso reduza a sua eficácia.
As coberturas MLI são projetadas com tecnologia de costura. As camadas são cortadas, empilhadas uma sobre a outra e cosidas juntas nas bordas. Costuras e lacunas no isolamento são os principais responsáveis pela maior parte do vazamento de calor através das coberturas MLI. [carece de fontes?]

## Propriedades adicionais
Veículos espaciais também podem utilizar MLI como uma primeira linha de defesa contra impactos de poeira. Isto significa, normalmente, ter um espaçamento de 1 centímetro ou mais de distância a partir da superfície que está isolando. Além disso, uma ou mais das camadas podem ser substituídas por um material mecanicamente resistente.
Em algumas aplicações, as camadas de isolamento devem ser aterradas, de modo que não possam gerar uma carga em arco, causando interferência de rádio.